# Leucania favicolor
Leucania favicolor là một loài bướm đêm trong họ Noctuidae.